# Эчеберрия, Беньят
Бенья́т Эчеберрия Уркиа́га (исп. Beñat Etxebarria Urkiaga, басконское произношение [beɲat etʃeβaria urkiaɣa]; 19 февраля 1987, Юрре, Испания), более известный как Бенья́т (исп. Beñat) — испанский футболист, центральный полузащитник. Выступал в сборной Испании.

## Клубная карьера
Беньят является воспитанником «Атлетика» из Бильбао. Первые три года своей профессиональной карьеры он играл за третью команду Страны Басков «Басконию», а также за резервную команду. 29 октября 2006 года Беньят сыграл свой дебютный матч в Ла Лиге против «Осасуны» (1:1), выйдя на 6 минут на замену.
Сезон 2008/09 Беньят провёл в аренде в клубе третьего дивизиона «Конкенсе». Летом, став свободным агентом, он подписал контракт с «Бетисом», но первый свой сезон провёл в резервной команде, выступающей также в третьем дивизионе.
29 августа 2010 года Беньят дебютировал за основную команду «Бетиса» (тогда игравшую в Сегунде) в победном матче 4:1 против «Гранады» и отдал голевую передачу на Сальву Севилью. Три дня спустя он забил свой первый гол, впервые выйдя в стартовом составе, в победном матче Кубка короля 2:1 против «Саламанки». В сезоне 2010/11 Беньят провёл 36 матчей (30 в стартовом составе, 2521 проведённых минут) и помог клубу из Андалусии впервые за три года вернуться в Примеру.
2 мая 2012 года Беньят сделал дубль (5 и 6 голы в сезоне) в победном матче севильского дерби 2:1 против «Севильи», победный гол забив на 90-й минуте матча.
В 2013 году перешёл обратно в «Атлетик», в первом официальном матче отдал голевую передачу.
13 ноября 2020 года Беньят подписал однолетний контракт с клубом-новичком австралийской Эй-лиги «Макартур».

## Международная карьера
Беньят играл за юношескую сборную Испании до 17 лет. За национальную сборную Испании Эчеберрия дебютировал 26 мая 2012 года, отыграв один тайм в победном товарищеском матче 2:0 против сборной Сербии в Санкт-Галлене, Швейцария. Таким образом, он стал первым игроком «Бетиса», надевшим футболку национальной сборной, спустя почти 4 года, как последний раз её одевал Хуанито. Также Беньят выступает за сборную Страны Басков, национальную команду своей исторической родины.